# Melipona quadrifasciata
M. quadrifasciata là một loài Hymenoptera trong họ Apidae. Loài này được Lepeletier mô tả khoa học năm 1836.
Đây là loài bản địa các quốc gia ven biển đông nam của Brazil, nơi chúng thường được biết đến nhiều hơn với tên Mandaçaia, có nghĩa là "người bảo vệ xinh đẹp", do luôn luôn có một con ong ở lối vào hẹp của tổ. M. quadrifasciata xây tổ bùn trong các hốc cây để tạo ra những đoạn mà chỉ cho phép một con ong đi qua tại một thời điểm. Bởi vì chúng là ong không có nọc, M. quadrifasciata thường được sử dụng như các loài thụ phấn trong nhà kính, hiệu năng thụ phấn vượt loài ong mật và dẫn đến năng suất tổng thể lớn hơn mang lại năng suất quả cao hơn và nặng hơn, lớn hơn, và chứa nhiều hạt hơn.